# Illadopsis rufescens
Illadopsis rufescens е вид птица от семейство Pellorneidae. Видът е почти застрашен от изчезване.

## Разпространение
Видът е разпространен в Гана, Гвинея, Кот д'Ивоар, Либерия и Сиера Леоне.